# Cănicea (okręg Caraș-Severin)
Cănicea – wieś w Rumunii, w okręgu Caraș-Severin, w gminie Domașnea. W 2011 roku liczyła 386 mieszkańców. 